# Thalamus
La Thalamus è stata un'azienda britannica editrice di videogiochi, fondata nel 1986 a Londra come sussidiaria dell'editrice cartacea Newsfield e attiva fino al 1993 circa.
Pubblicò solo videogiochi originali per home computer, principalmente per Commodore 64, e fu uno degli editori più famosi per quel computer, specializzandosi in impegnativi sparatutto e platform, non in grande numero, ma di qualità.
Il logo dell'azienda, realizzato dall'illustratore Oliver Frey, rappresenta un volto di uomo in bianco e nero vagamente a forma di "T".

## Storia

### Esordi
La Thalamus venne fondata dalla Newsfield, all'epoca una casa editrice britannica di Ludlow specializzata in riviste, soprattutto di videogiochi, tra le quali Zzap!64 e Crash.
Già alle fiere di videogiochi di Londra di fine 1985 e inizio 1986 molti visitatori suggerirono che in particolare Zzap!64, rivista dedicata al Commodore 64, avrebbe fatto bene a dedicarsi anche alla pubblicazione di giochi, per cui l'idea inizialmente venne sostenuta da due redattori della rivista, Julian Rignall e Gary Penn. Il direttore della Newsfield, Roger Kean, diede infine la spinta decisiva e persuase gli altri direttori a fondare una software house. Per dirigerla serviva qualcuno con esperienza più specifica, e si pensò ad Andrew Wright, che all'epoca era spesso in contatto con la Newsfield in quanto responsabile delle pubbliche relazioni della Activision.
Zzap!64 annunciò sul numero di agosto 1986 che l'azienda era appena stata fondata a Canonbury (Londra) e prendeva il nome dal talamo (thalamus in inglese). Come sede vennero affittati uffici nello stesso stabile dove risiedeva la redazione di LM, altra rivista di intrattenimento della Newsfield, ma non di videogiochi. Zzap!64 presentò la Thalamus come un'azienda indipendente; di fatto era una sussidiaria completamente controllata dalla Newsfield, ma Roger Kean sostiene che era controllata strettamente solo dal punto di vista amministrativo, mentre la redazione di Zzap!64 non era particolarmente informata sui giochi della Thalamus. Gordon Houghton, altro ex redattore di Zzap!64, conferma che la Newsfield e la Thalamus erano ben distinte dal punto di vista editoriale, e non furono mai fatte pressioni alla redazione per fare recensioni buone ai prodotti della Thalamus, tranne che in una occasione.
Il diciannovenne Gary Liddon, altro redattore di Zzap!64 attivo da dieci mesi, venne tolto dalla redazione e affiancato ad Andrew Wright alla Thalamus come direttore tecnico; era anche un programmatore di Commodore 64, che prima ancora aveva lavorato per la Domark. Liddon e Wright avevano rispettivamente solo 19 e 20 anni.
La nuova azienda partecipò alla fiera Personal Computer World Show di Londra del 1986 come sezione dello stand della Newsfield e qui si presentò Stavros Fasoulas, programmatore finlandese di origine greca, che propose un proprio sparatutto per Commodore 64 in fase avanzata di sviluppo. La Thalamus accettò il suo lavoro, che fu ulteriormente raffinato per qualche mese e uscì a fine anno come Sanxion. Questo fu il primo titolo della Thalamus, seguito nel 1987 da Delta e poi da Quedex, tutti programmati da Fasoulas, che poi dovette interrompere l'attività a causa della sua chiamata al servizio militare in Finlandia.

### Evoluzione
La sede ufficiale dell'azienda fu cambiata durante il 1987 da Londra ad Aldermaston.
Andrew Wright e Gary Liddon lasciarono l'azienda nel 1987, Wright per tornare alla Activision e Liddon per la Electronic Arts, secondo Liddon perché a entrambi fu rifiutata la partecipazione agli utili o alla proprietà societaria.
Come nuovo responsabile venne assunto Paul Cooper, che precedentemente aveva lavorato per Electric Dreams e Micropool, e gestì la produzione di Thalamus da solo per oltre un anno.
I giochi successivi furono realizzati da sviluppatori vari: Hunter's Moon di Martin Walker, in seguito autore dell'audio di altri giochi Thalamus; Hawkeye della Boys Without Brains, che fu premiato da Zzap!64 con la "medaglia d'oro", ma il recensore Gordon Houghton, allora appena assunto, ammette che fu l'unica volta che si lasciò convincere da una persona della Thalamus ad aumentare il giudizio; Armalyte della Cyberdyne Systems, un grosso successo, anch'esso più meritatamente "medaglia d'oro" di Zzap!64.
Paul Cooper si trovò bene con John Harries, capo dei Cyberdyne Systems, e lo assunse come direttore tecnico di Thalamus all'inizio del 1988. Un terzo membro interno assunto fu il più giovane Rob Stevens, in precedenza programmatore di Barbarian II.
Entro il 1988 la Thalamus aveva pubblicato solo sei giochi, e non sfoggiava grandi stand alle fiere, ma si era fatta una buona reputazione nell'ambiente. Secondo Cooper la chiave del successo della Thalamus stava proprio nel creare meno prodotti, ma dedicargli più tempo, anche più di un anno, per ottenere la qualità. Si preferiva pagare meno anticipi ai programmatori, e dargli piuttosto una elevata partecipazione ai guadagni.
Fin qui tutti i prodotti della Thalamus erano per Commodore 64, ma intorno al 1989 cominciarono a uscire conversioni per altri computer, principalmente Amiga, Atari ST e ZX Spectrum. Nel 1989 venne pubblicato Retrograde per Commodore 64, altro grosso successo di critica, debutto della sviluppatrice Apex Computer Productions. Nel 1990 Thalamus pubblicò Creatures, anch'esso un successo della Apex, e poi il suo seguito.
John Ferrari, che alternava il lavoro di programmatore a quello di costruttore edile, realizzò per Thalamus la serie di Summer Camp e Winter Camp.
I prodotti a 16 bit della Thalamus ebbero meno successo, tra questi la conversione di Creatures per Amiga e Atari ST e i troppo difficili Venom Wing e Borobodur per Amiga, entrambi programmati dall'olandese Pieter Opdam.

### Chiusura
Nel 1991 si ebbe un duro colpo quando la Newsfield andò in liquidazione e la Thalamus dovette continuare da sola, istituendosi come Thalamus Europe. Secondo Roger Kean (che ammette che i suoi ricordi sono un po' annebbiati) la direzione della Thalamus, che allora comprendeva David Birch, fece un management buyout con pagamento dilazionato, poco prima che la Newsfield chiudesse nel settembre 1991. Secondo Kean, per via dei tempi di sviluppo in rapido aumento, che danneggiano il flusso di cassa anche se non i profitti finali, la Thalamus stessa aveva contribuito in parte al fallimento della Newsfield. La Thalamus continuò le attività per circa due anni, ma alla fine cedette anch'essa per la scarsità di fondi e l'aumento dei costi di produzione per le piattaforme di ultima generazione.
Non più tardi dell'autunno 1992 la sede dell'azienda venne spostata a High Wycombe.
Nell'ultimo periodo Thalamus Europe era una piccola realtà gestita sostanzialmente da una sola persona. Un accordo con la Kixx, etichetta a basso costo della U.S. Gold, per pubblicare riedizioni di molti vecchi titoli, aumentò un po' le entrate. L'ultimo titolo uscito fu Nobby the Aardvark per Commodore 64, mentre l'ultimo abbandonato fu S.U.B. (Strategic Underwater Battles) per Amiga, sebbene fosse praticamente pronto e già recensito dalla stampa.
Anni dopo, Roger Kean e l'illustratore Oliver Frey fondarono la casa editrice di libri di consultazione Thalamus Publishing. L'editrice non pubblicava opere sui videogiochi, ma di interesse in questo campo pubblicò The Fantasy Art of Oliver Frey (2006), contenente anche diverse illustrazioni che Frey fece per la Thalamus. La casa editrice, attiva nel 1999-2009 circa, utilizzava lo stesso logo della Thalamus originaria.
Un primo tentativo di rivitalizzare il marchio videoludico fu la Thalamus Interactive Ltd., attiva nel 2001-2004 circa, fondata da Andy Roberts, ex membro di Apex Computer Productions, che collaborò con Steve e John Rowlands, anch'essi ex Apex, e Jon Wells. Secondo Andy Roberts l'idea iniziale era riproporre i classici della Thalamus per nuove piattaforme, come Game Boy Color e Game Boy Advance. L'azienda riuscì a ottenere i diritti su tutti i titoli Thalamus, tranne i primi di Fasoulas, ma il massimo che realizzò fu un demo per GBA; risultò troppo difficile far pubblicare i giochi storici e si ripiegò su altri giochi di nuova concezione. I principali prodotti furono International Karate Advance per GBA e Zidane Generation Football per GBC.
Thalamus Interactive faceva parte del Thalamus Group, insieme alla Thalamus Publishing e ad altre attività informatiche, e si occupò solo di sviluppo, specializzandosi nella linea Game Boy; non usava il logo Thalamus e di fatto aveva in comune con l'originale soltanto il nome.
Nel 2017 Andy Roberts ha fondato Thalamus Digital Publishing Ltd., altra piccola azienda erede del marchio Thalamus. L'azienda utilizza lo stesso logo della Thalamus originaria e si occupa di sviluppo e pubblicazione di titoli specifici per il retrogaming, cominciando da una versione rimasterizzata di Hunter's Moon.

## Videogiochi
Elenco completo dei titoli pubblicati dalla Thalamus, di solito sviluppati in prevalenza da esterni:
- Armalyte (1988) per C64
- Armalyte: The Final Run (1991) per Amiga, Atari ST
- Borobodur (1992) per Amiga
- Creatures (1990) per C64, Amiga, Atari ST
- Creatures 2: Torture Trouble (1992) per C64
- Creepy (1990) per Amiga, molto raro[16], un clone francese di Snake, forse l'unico titolo decisamente scadente della Thalamus[11]
- Delta (1987) per C64, ZX Spectrum, SAM Coupé
- Hawkeye (1988) per C64, Amiga, Atari ST
- Heatseeker (1990) per C64
- The Hits (1989) per C64, raccolta dei primi 6 giochi della Thalamus
- The Hits 2 (1991) per C64, raccolta dei successivi 5 giochi della Thalamus[17]
- Hunter's Moon (1987) per C64
- Nobby the Aardvark (1992) per C64
- Quedex o Mindroll (1987) per C64
- Retrograde (1989) per C64
- Sanxion (1986) per C64, ZX Spectrum
- Snare (1989) per C64
- Summer Camp (1990) per C64
- Venom Wing (1990) per Amiga
- Winter Camp (1992) per C64

Inoltre la Thalamus pubblicò almeno un software di utilità, Mugician o The Digital Mugician, un programma di composizione musicale per Amiga.

### Non pubblicati
Parecchi titoli della Thalamus vennero annunciati e sviluppati a livelli più o meno avanzati, ma non furono pubblicati, tra cui molte conversioni. Elenco parziale di casi più notevoli:
- Armalyte per ZX Spectrum, ne uscì un demo allegato alla rivista Your Sinclair
- Armalyte 2 per C64, seguito dotato di un negozio di armi, apparso come demo
- Arsenal FC per C64, Amiga, Atari ST, calcistico sull'Arsenal che aveva appena vinto il campionato 90/91
- Beast Master per Amiga, ispirato a Shadow of the Beast, alla fine venne pubblicato come Beastlord da un altro editore
- Geometry per Amiga, rompicapo sviluppato in Croazia[22]
- Nobby the Aardvark per Amiga e Atari ST, venne anche recensito da alcune riviste
- The Q8 Team Ford Rally Simulation per diverse piattaforme, sarebbe stato il primo titolo della Thalamus con una licenza[23]
- Restrictor per diverse piattaforme, gioco di guida e pilotaggio fantascientifico 3D[24]
- The Search for Sharla per varie piattaforme, uno dei titoli più anticipati, di strategia 3D nello stile di The Lords of Midnight
- S.U.B. (Strategic Underwater Battles) per Amiga e PC, recensito da molte riviste, probabilmente abbandonato solo a causa della chiusura dell'azienda[25]